# Michelle Gomez

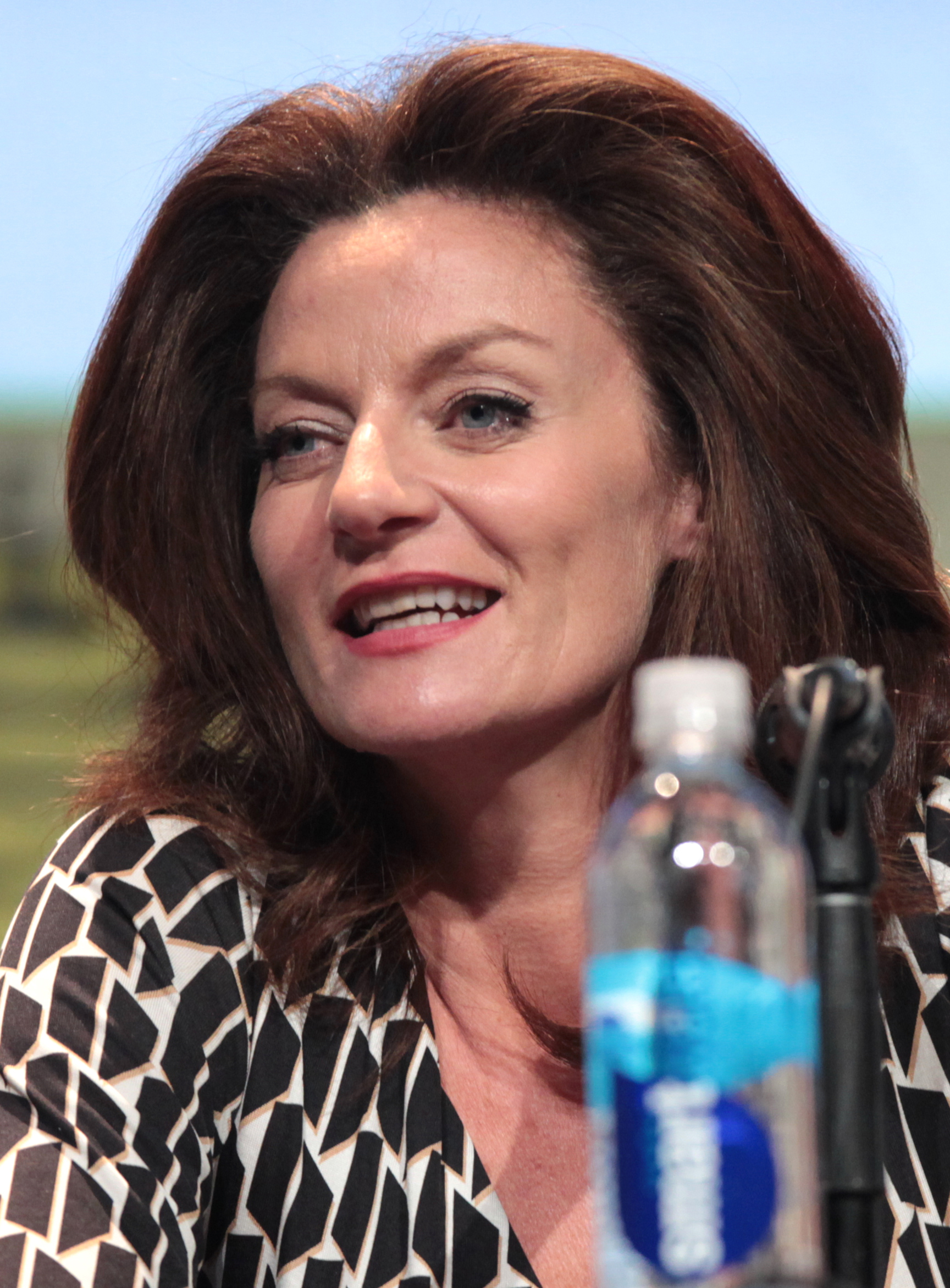
Michelle Gomez (2015)

Michelle Gomez (* 23. November 1966 in Glasgow, Schottland) ist eine britische Schauspielerin.

## Leben
Bevor Michelle Gomez größeren Erfolg im Film und Fernsehen hatte, war sie als Theaterschauspielerin tätig. Sie war unter anderem in dem Stück Abandonment von Kate Atkinson am Traverse Theatre in Edinburgh zu sehen. Später bekam sie eine Hauptrolle in der Fernsehserie The Book Group. Außerdem war Gomez in der Fernsehserie Psychobitches zu sehen. Von 2014 bis 2017 spielte sie mit Missy, der ersten weiblichen Reinkarnation des Masters, eine der größten Gegenspielerinnen des Doktors in der britischen Fernsehserie Doctor Who. Für diese Rolle erhielt sie eine BAFTA-TV-Award Nominierung. 2015 wurde bekannt gegeben, dass Gomez eine Rolle in der im Batman-Universum spielenden Fernsehserie Gotham bekommen hat.

## Filmografie (Auswahl)
- 1989: First and Last
- 1998: The Acid House
- 1999: New World Disorder – Das Killerprogramm (New World Disorder)
- 1999: Mauvaise passe
- 2000: Offending Angels
- 2001: Subterrain
- 2002–2003: The Book Group (Fernsehserie, 12 Folgen)
- 2004–2005: Carrie & Barry (Fernsehserie, 12 Folgen)
- 2004–2006: Green Wing (Fernsehserie, 18 Folgen)
- 2005: Chromophobia
- 2006: Feel the Force (Fernsehserie, 6 Folgen)
- 2012: The Wedding Video
- 2012–2013: Bad Education (Fernsehserie, 11 Folgen)
- 2013–2014: Psychobitches (Fernsehserie, 6 Folgen)
- 2014–2017: Doctor Who (Fernsehserie, 15 Folgen)
- 2015: The Brink – Die Welt am Abgrund (The Brink, Fernsehserie, 3 Folgen)
- 2015–2016: Gotham (Fernsehserie, 2 Folgen)
- 2018–2020: Chilling Adventures of Sabrina (Fernsehserie)
- 2020–2022: The Flight Attendant (Fernsehserie)
- 2021: Willkommen bei den Louds – Der Film (The Loud House Movie) (Sprecherrolle)
- 2021–2023: Doom Patrol (Fernsehserie)
- 2023: Law & Order: Special Victims Unit (Fernsehserie)